# Цыремпилон, Доржи Цыремпилович
Доржи́ Цыремпи́лович Цыремпи́лон (бур.  Сэрэмпэлүн Доржи; 5 августа 1908, улус Гильбира, Селенгинский уезд Забайкальская область — 1 мая 1983, Улан-Удэ) — советский партийный и государственный деятель, председатель Президиума Верховного Совета Бурят-Монгольской АССР (1947—1951 и 1955—1960), председатель Совета Министров Бурят-Монгольской АССР (1951—1954), участник Великой Отечественной войне, полковник.

## Биография
Родился в 1908 году в семье крестьян-бедняков. С детства работал в хозяйстве отца и на кулаков, одновременно учился в сельской школе. С июля 1923 г. работал в хозяйстве отца в улусе Гильбира Селенгинского аймака Бурят-Монгольской АССР. Был одним из организаторов колхоза в родном селе. С сентября 1924 г. учащийся школы, одновременно с 1925 г. работал в Буркоопсоюзе и других организациях. В 1925 году вступил в ВЛКСМ. После окончания семилетки с августа 1928 г. стал студентом Бурятского педагогического техникума. Во время учёбы в июле-августе 1930 г. читал лекции для учителей в Улан-Баторе Монгольской народной республике. С марта 1931 г. учитель бурятского языка и заведующий школой крестьянской молодежи в улусе Апарь. С июля 1929 г. кандидат в члены ВКП(б), а с февраля 1931 г. член коммунистической партии. С апреля 1933 г. заведующий аймачного отдела народного образования в с. Кутулик Бурят-Монгольской АССР.
С сентября 1933 г. в Рабоче-крестьянской Красной армии. После окончания школы командиров служил в отдельном Бурятском кавалерийском полку на станции Дивизионная Бурят-Монгольской АССР.
В июле 1935 г. демобилизован и работал редактором аймачной газеты «Улан Селенга» в с. Ново-Селенгинск Селенгинского аймака. С ноября 1937 г. 1-й секретарь Селенгинского айкома ВКП(б) в Ново-Селенгинске. С июня по август 1938 г. 3-й секретарь, с августа 1938 г. по март 1940 г. 2-й секретарь Бурят-Монгольского обкома ВКП(б). С сентября 1940 г. слушатель Высшей школы партийных организаторов при ЦК ВКП(б) в Москве.
После начала Великой Отечественной войны в числе других слушателей школы направлен решением ЦК ВКП(б) в звании старший политрук в распоряжение Главного Политического Управления Красной Армии. Можно сказать, что он ушел на фронт прямо с Красной площади, а жену с двумя маленькими детьми отправили домой, в Бурятию. После окончания в сентябре 1941 г. курсов начальников политических отделов дивизии стал заместителем начальника политотдела 60-й кавалерийской дивизии, в составе которой воевал на Южном фронте в районе Моздока. Однополчанин Цыремпилона, бурятский журналист и писатель Владимир Бараев написал воспоминания, в которых тот несколько раз упоминается. С января 1942 г. военный комиссар штаба этой дивизии. С апреля 1942 г. ответственный секретарь партийной комиссии 5-го кавалерийского корпуса. С июля по другим данным с 18 октября 1942 г. начальник политотдела 317-й стрелковой дивизии Закавказского фронта, с которой освобождал Кавказ. В связи с введением единоначалия в Красной армии и отменой института военных комиссаров переаттестован в конце 1942 года в подполковника. С 7 августа 1943 г. начальник политотдела 303-й стрелковой дивизии. С 21 июля по другим данным с августа 1944 г. заместитель начальника политотдела 337-й стрелковой дивизии. Участвовал в освобождении Украины, форсировании Днепра и Днестра, который переплыл без лодки, и в ликвидации Корсунь-Шевченковской группировки врага. В наградных листах характеризуется как «Во время прорыва обороны немцев в районе города Яссы находился в 1131 стрелковом полку… оказал практическую помощь политаппарату и командованию в организации партийно-политической работы, расстановки партийных и комсомольских сил, а также мобилизации всего личного состава на выполнение боевых приказов командование. Лично проводил среди бойцов и офицеров беседы, доклады по книге тов Сталина О Великой Отечественной Войне Советского Союза, об успехах Красной армии на фронтах и другим вопросам. В боях показал себя смелым и решительным командиром». С января 1945 г. заместитель начальника политотдела 49-го стрелкового Бухарестского корпуса, с частями которого освобождал Чехословакию, Румынию, Венгрию. В условиях тяжёлых боев горно-лесистой местности на территории Венгрии и Чехословакии при форсировании реки Грон и расширении правобережного плацдарма лично руководил переправой и оказывал помощь командованию по наведению порядка в частях корпуса. Затем был отправлен для участия в войне против милитаристской Японии. В период подготовки к марш-манёвру и при его совершении в безводных степях Монголии, трудно проходимых хребтов Большого Хингана и болотистой местности на территории Манчжурии части находился в войсках и уделял большое внимание партийно-политической работе, направленной на преодоление трудностей марша. Демобилизован 22 октября 1946 года в звании полковника.
После войны находился в резерве Бурят-Монгольского обкома ВКП(б). С апреля 1946 г. по март 1947 г. 3-й секретарь Улан-Удэнского горкома ВКП(б). С 26 марта 1947 г. председатель президиума Верховного Совета Бурят-Монгольской АССР. С 17 марта 1951 г. по 4 января 1954 г. председатель Совета Министров Бурят-Монгольской АССР. С декабря 1953 г. слушатель курсов первых секретарей обкомов в Москве. С 17 января по 11 апреля 1955 г. исполняющий обязанности председателя, а с 12 апреля 1955 г. по 24 ноября 1960 г. вновь председатель Президиума Верховного Совета Бурят-Монгольской/Бурятской АССР. В 1957 году закончил заочно Высшую партийную школу при ЦК КПСС по специальности учитель. С января 1961 г. по состоянию здоровья на пенсии, персональный пенсионер союзного значения. С января 1965 г. редактор отдела массово-политической литературы Бурятского книжного издательства. С июля 1976 г. персональный пенсионер союзного значения в Улан-Удэ. Был заместителем председателя центрального правления Общества советско-монгольской дружбы. Выезжал в Монголию на 30-летие Монгольской народной республике в 1951 году и на похороны Х.Чойболсана в 1952 году. Умер в мае 1983 года.
Избирался депутатом Верховного Совета РСФСР I (1938), II, III, IV, V созывов. С 1947 года заместитель председателя Президиума Верховного Совета РСФСР. Депутат Верховного Совета Бурят-Монгольской АССР II (с февраля 1947 г.), III, IV (1-я сессия Верховного Совета БМАССР), V (1-я сессия Верховного Совета Бурят-Монгольской АССР с марта 1959 года). Членом обкома и бюро областного комитета партии. Делегат XIX съезда КПСС, проходивший с 5 октября по 14 октября 1952 г.

## Награды
- Орден Ленина (03.07.1948) — за достигнутые успехи в развитии сельского хозяйства, промышленности, науки, культуры и искусства и в связи с 25-летием Бурят-Монгольской АССР;
- Орден Красного Знамени (18.09.1945) — за участие в разгроме Квантунской армии;
- Орден Отечественной Войны 1 степени (28.10.1944) — за участие в Яссо-Кишиневской операции;
- два Ордена Трудового Красного Знамени (29.02.1940, за выдающиеся успехи в сельском хозяйстве, в особенности за перевыполнение планов по животноводству; …);
- Орден Красной Звезды (10.05.1943);
- Медаль «За оборону Кавказа» (01.05.1944);
- Медаль «За взятие Будапешта»;
- Медаль «За освобождение Праги»;
- Медаль «За победу над Германией в Великой Отечественной войне 1941—1945 гг.» (19.07.1945);
- Медаль «За победу над Японией» (30.09.1945);
- Медаль «В ознаменование 100-летия со дня рождения Владимира Ильича Ленина»;
- Почетные грамоты Президиума Верховного Совета Бурятской АССР.

## Воинские звания
- Старший политрук — 1941;
- Батальонный комиссар;
- Старший батальонный комиссар;
- Подполковник — 1942;
- Полковник.

## Семья
Жена домохозяйка, два сына и дочь Дарима.
По воспоминаниям сына Геннадия был в дружеских отношениях с легендарным маршалом Семёном Будённым, Семёном Игнатьевым и руководителем МНР Юмжагийном Цэдэнбалом.